# Тенскватава

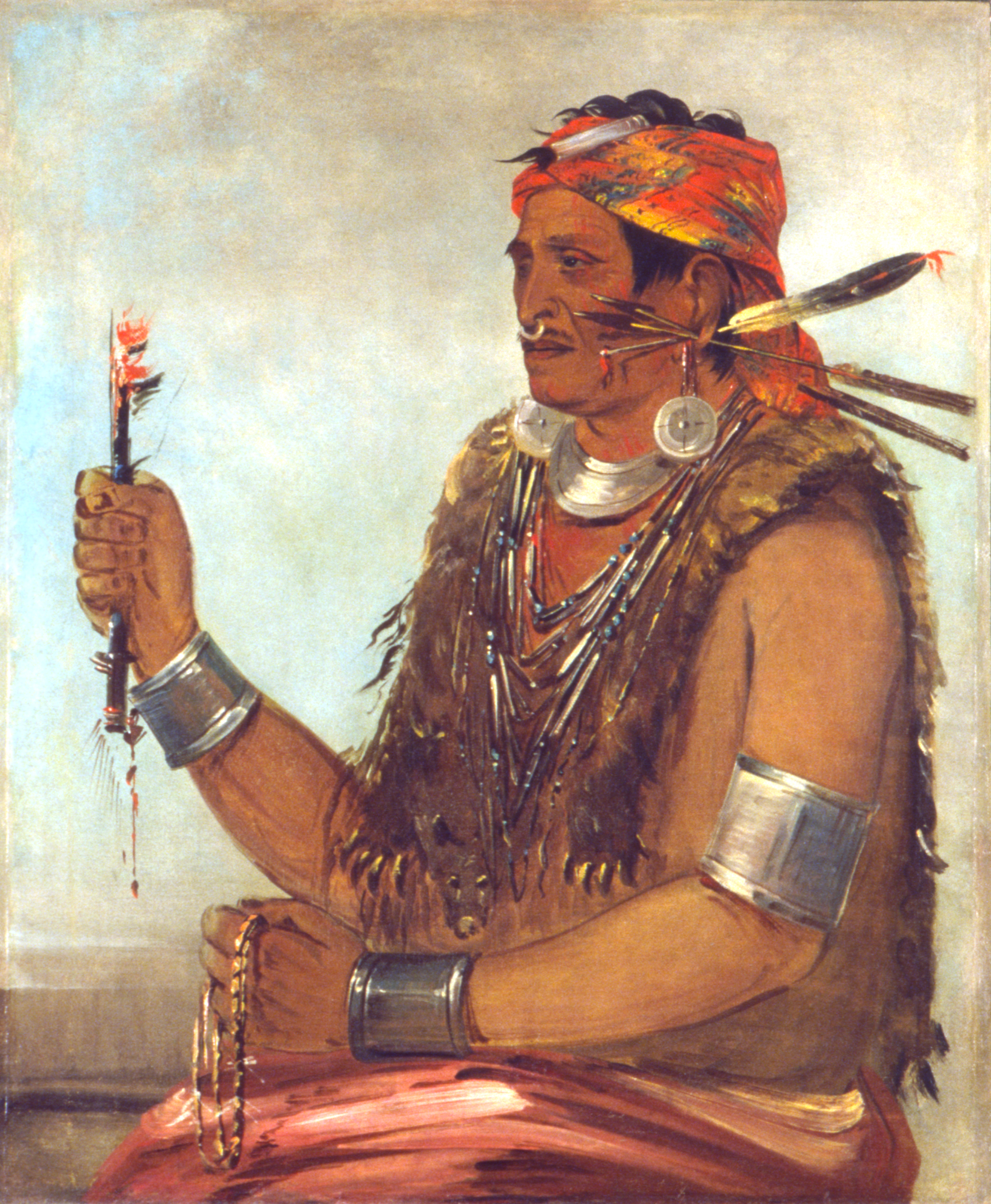
Тенскватава, художник Джордж Кэтлин.

Тенскватава (англ. Tenskwatawa; 1775 — ноябрь 1836) — религиозный и политический лидер индейского народа шауни, известный также как Пророк или Пророк Шауни.

## Биография

### Ранняя жизнь
Тенскватава родился в 1775 году, при рождении он получил имя Лалаветика — Производящий Много Шума, Многошумный. Точно не установлено к какому народу принадлежала его мать. По данным одних источников она была из криков или чероки, по другим — происходила из пекови, одной из групп шауни. Она оставила сына и покинула свою семью, а отец Лалаветики умер до его рождения.
Лалаветика рос в окружении своих братьев и сестёр. Он не прославился как охотник или воин, в отличие от многих других мужчин шауни. Кроме того, он потерял глаз во время несчастного случая на охоте. В результате всего этого Лалаветика стал объектом для насмешек в своём племени и начал употреблять алкоголь.

### Видение
Жизнь Лалаветики изменилась в мае 1805 года. Во время очередной пьянки он упал в костёр и соплеменники посчитали его умершим. Но Лалаветика очнулся и поведал о своём видении, которое пришло ему во сне.
Вскоре он начал проповедовать среди шауни. Его духовное учение призывало к отказу от межплеменных войн и ограничению контактов с белыми людьми, которые по его мнению являлись причиной многих бед индейцев. Он призывал к отказу от алкоголя, одежды и товаров белого человека. Лалаветика сменил своё имя на Тенскватава — Открытая Дверь. Последователи учения Пророка казнили нескольких индейцев, принявших христианство, обвинив их в колдовстве и сотрудничестве с американцами.
После того, как он предсказал солнечное затмение в 1806 году, количество его последователей стремительно возросло. Но некоторые индейские лидеры не желали вступать в военный конфликт с США, среди них был и вождь шауни Чёрное Копыто, который призвал Тенскватаву и его брата Текумсе, военного лидера шауни, покинуть район, дабы избежать войны с американцами. Вождь племени потаватоми Уинамак пригласил Тенскватаву, Текумсе и их последователей на земли своего племени, на северо-западе современного штата Индиана. Тенскватава приглашение принял и основал поселение Профетстаун или «Город Пророка», недалеко от места слияния рек Уобаш и Типпекану.

### Война Текумсе
Растущая популярность Тенскватавы привлекала к нему новых последователей. В результате в районе Профетстауна образовался индейский племенной союз, ставший известным как Конфедерация Текумсе. Военным лидером индейского альянса стал Текумсе. В состав союза входили: шауни, делавары, потаватоми, фоксы, сауки, кикапу, веа, майами, оттава, пианкашо, минго, сенека, оджибве, чикамога-чероки и вайандоты. Конфедерация насчитывала около 3000 воинов, разбросанных на территории Старого Северо-Запада.
В начале ноября 1811 года Уильям Гаррисон собрал отряд из 1200 солдат и ополченцев и двинулся к Профетстауну. Отправляясь на встречу с представителями Пяти цивилизованных племён, Текумсе запретил брату вступать в вооружённый конфликт с американцами, однако несколько индейских воинов напали на поселения белых, расположенных неподалёку от Города Пророка. Нападение индейцев послужило предлогом для вооружённого вторжения американцев. Тенскватава, в отсутствие Текумсе, оказался перед выбором — готовиться к сражению или идти на мирные соглашения с американцами. В итоге индейцы решили атаковать войско Гаррисона. 7 ноября 1811 года состоялось Сражение при Типпекану, в котором победу одержали американцы, Профетстаун был сожжён. Тенскватава потерял многих своих последователей, а индейский союз так и не смог восстановить свою прежнюю мощь.

### Последние годы жизни
В октябре 1813 года в битве на реке Темзе погиб брат Тенскватавы — Текумсе. Сам Пророк в последующие годы безуспешно пытался вернуть лидерство среди индейцев. В 1825 году при его содействии многие шауни покинули свой прежний район и переместились к западу от реки Миссисипи. В 1826 году он основал новое индейское поселение на месте современного города Канзас-Сити.
Тенскватава скончался в ноябре 1836 года в своём поселении на востоке современного штата Канзас.